# Unschuld (2008)
Unschuld ist ein Spielfilm des Regisseurs Andreas Morell, der im Jahr 2008 erschien. Das Drehbuch schrieb Kai Hafemeister frei nach dem Theaterstück Reigen von Arthur Schnitzler. Der Episodenfilm spielt im zeitgenössischen Berlin.

## Handlung
Alexander ist Abgeordneter des Bundestages und muss feststellen, dass sein Leben leer und ziellos geworden ist. Er weiß, dass er etwas ändern muss – er weiß nur nicht was. Auf seiner Suche begegnet er der schönen Kim, die ganz andere Hoffnungen als er hat. Die junge Polizistin Simone ist in ihrer Ehe mit dem manischen Fotografen Peter in eine Sackgasse geraten, als sich ihr ein Teenager fast aufdringlich anzunähern versucht. Dieser Junge scheint genau zu wissen, was er will. Im Gegensatz zu Julia, die von ihrer unerfüllbaren Sehnsucht nach einem eigenen Kind gequält wird. Früher, im geteilten Berlin, war sie eine Wohlstandsrebellin, die zwischen ihrer bürgerlichen Welt und der wilden Szene hin und her pendelte, zwischen Alkohol, Kunst und Liebe. Sie trifft auf den jungen Musikstar und -produzenten Chris und fühlt sich seit langer Zeit wieder respektiert. Doch Chris erliegt dem unsäglichen Druck des noch nicht volljährigen türkischen Groupies Derya, die ihn permanent verfolgt. Auch als Julia ihren langjährigen Freund Alexander wieder trifft, kann er ihr nicht helfen. Dafür versteht er in diesem Augenblick, was er nun tun muss. Und dann ist da noch der unerschütterlich fröhliche Busfahrer Raimo, der Laura rettet und sich in einen Engel verliebt. Sie alle sind durch das Band des Schicksals miteinander verbunden. Sie alle suchen eine Antwort auf die Frage: „Wie sollen wir leben und wie können wir glücklich werden?“

## Produktion
Der Film Unschuld wurde im Januar/Februar 2007 in Berlin gedreht. Der Film entstand als Produktion von novapool in Koproduktion mit der Berliner Union-Film, TV United und ZDF/arte unter der Redaktion von Meinolf Zurhorst (arte).

## Kritiken
„Die Episoden um einige verlorene Großstadtseelen mäandern in einer Fülle von aufdringlichen Nahaufnahmen über die Leinwand, wobei sich der Film in jeder Einstellung bedeutungsschwer gibt und in überkonstruierter Künstlichkeit erstarrt.“

## Auszeichnungen
- 2005: Volkswagen Drehbuchpreis beim Filmfest Emden-Norderney